# Bullockia maldonadoi
Bullockia maldonadoi is een straalvinnige vissensoort uit de familie van de parasitaire meervallen (Trichomycteridae). De wetenschappelijke naam van de soort is voor het eerst geldig gepubliceerd in 1920 door Eigenmann.